# BC-304
En los programas de televisión de ciencia ficción Stargate SG-1 y Stargate Atlantis, los BC-304 o Cruceros de Batalla Daedalus son naves espaciales.
Los BC-304 son la segunda generación de Cruceros de Batalla de la tierra, siendo la primera los cruceros BC-303, de los que solo se construyó el USAF Prometheus, son una especie de híbrido entre portaaviones, acorazado, destructor y bombardero estratégico (similares a una battlestar) diseñados para combatir naves tales como las naves nodriza Goa'uld. Actualmente hay seis naves espaciales activas confirmadas en la serie de clase Daedalus y 10 en la realidad (de estas solo se conoce el USAF Arizona: el Daedalus, la Odyssey (Stargate) el Apolo (Stargate) y el George Hammond, las cuatro de la Fuerza Aérea Estadounidense. La cuarta nave construida de la misma clase, el Korelev de la Fuerza Aérea Rusa, fue destruida durante la batalla de P3Y-229.
El Sun Tzu, bajo control del gobierno Chino es el quinto y el George Hammond (antes Phoenix) es el sexto.

## Tecnología Extraterrestre
Los BC-304 poseen mucha de la misma tecnología extraterrestre avanzada que el Prometheus, sólo que todas están integradas en el diseño original, en comparación con el Prometheus al que se le agregaron más tarde.
Asgard:
Los BC-304 están equipados con mucha tecnología asgard, las más notables son su hiperpropulsión intergaláctica, escudos, tecnología de transporte y, los recientemente adquiridos, Cañones de Plasma. El Dédalo contaba con un ingeniero asgard llamado Hermiod asignado a bordo para supervisar el uso de su tecnología.
Mientras que los asgard no tuvieron problemas en compartir propulsión, ayuda, y tecnologías defensivas, se mostraron reacios a proporcionar tecnologías ofensivas que podrían ser utilizadas en su contra. Esto Cambió en el episodio "Unending", cuando frente a la inminente aniquilación de su raza, los asgard dejaron todos sus conocimientos a los Tau'ri. La tecnología de transporte tiene sistemas de seguridad incorporados para prevenir su uso como sistema de entrega de armas (por ejemplo transportar un arma nuclear a bordo de Naves Colmena Wraith). A pesar de esto, el Asgard Hermiod ha eliminado estos sistemas a bordo del Daedalus en numerosas ocasiones y ha habido casos en que la Odyssey (Stargate) y el Korelev han transportado o que procurado transportar cabezas nucleares al parecer sin consultar a un Asgard para eliminar dichos sistemas.
El Hiperpropulsor asgard de los BC-304 los dota de la capacidad de recorrer distancias tan grandes como 3 millones de años luz (distancia entre la Tierra y Atlantis) en tan solo 18 días por lo que, si sacamos cuentas, obtenemos la increíble velocidad de 60.000.000 veces la velocidad de la luz. El tiempo que tarda un crucero clase BC-304 en recorrer esta distancia se ve reducido si se posee un ZPM (caso del Daedalus en su primer viaje a Atlantis), o varios generadores de naquadah MK 2, tardando solamente tres días, por lo que su velocidad sería de 365.000.000 ( trescientas sesenta y cinco millones) de veces la velocidad de la luz. Tras la desaparición de los Asgards y su entrega de todo su conocimiento se ha conseguido mejorar al punto límite todos los hiperpropulsores, siendo ahora todos capaces de llegar desde la Vía Láctea a Pegasus sin necesidad de un MPC (se estima que el Odissey, dado que tiene un MPC a bordo, será capaz de hacer el viaje en media jornada, dándole una velocidad increíblemente alta como es 730.000.000 veces la velocidad de la luz, lo cual la convierte en la nave más rápida existente en la serie).
Aunque el Prometheus también tenía tecnología de escudos asgard, se da por entendido que los escudos de los BC-304 son superiores: El arma basada en los satélites Ori instalada sobre el planeta Tegalus podía penetrar los protectores del Prometheus, mientras que los protectores del BC-304 pueden soportar los impactos del arma principal de las Naves de Batalla Ori, que parecen disparar la misma clase de energía que la del arma de los satélites. Se da por hecho que tras la mejora que hizo McKay a los escudos cuando fue mejorado genéticamente y la mejora adquirida con la fuente de conocimiento asgard los escudos son capaces de soportar mucha más potencia de fuego, como se observó en el episodio de la décima temporada unending, en el que un único disparo de una nave ori solo bajo un 10% el nivel de los escudos del odissey.
Goa'uld/Antiguo:
Los BC-304 también tienen los mismos Anillos de Transporte que las naves Goa'uld, que ahora se saben son una creación antigua. Estos anillos también son compatibles con los anillos en los Cruceros de batalla Ori y con los ascensores de atlantis y la destiny.

## Armas
Los BC-304 llevan numerosos misiles con cabezas nucleares tácticas Mark III, Mark VIII y Mark IX enriquecidas con Naquadah y una gran cantidad de armas Rail teniendo como curiosidad que estas últimas en el dédalo son de doble cañón, mientras que en el resto de naves solo poseen un cañón por arma, dando por hecho que su cadencia de disparo es menor. Los misiles, el armamento principal usado por estos Cruceros, usan un sistema vertical del lanzamiento ubicados en el arco de la nave, allí se encuentran 16 tubos de misiles y otros 6 lanzadores en el vientre de la nave (en principio esto solo se vio en el odissey, pero si uno se fija en las escenas de aterrizaje en atlantis podrá ver los lanzadores del vientre). Contrario a lo normalmente visto en sistemas verticales normales de lanzamiento, es posible tener acceso a los misiles cargados por dentro de la nave para intercambiar sus cabezas nucleares, o los misiles enteros.En la tercera temporada de Stargate Atlantis en el episodio “Tierra de nadie”, el Coronel Cadwell pidió que se inhabilitaran los protocolos de seguridad de los misiles, de esta forma podrían ser lanzados una vez la nave saliera del Hiperespacio para tener más posibilidades contra las naves Wraith.
Todos los BC-304 (excepto el Korelev que fue destruido antes) están equipados con cañones de Plasma asgard desde que estos los instalaran por primera vez en el Odyssey en el episodio "Unending"

## Bahías de Lanzamiento
Los BC-304 tienen cuatro bahías de lanzamiento (dos grandes y dos pequeñas), una a cada lado de la nave, pero los F-302 están en las bahías grandes. Las dos bahías pequeñas tienen uso desconocido. Los BC-304 son capaces de llevar hasta 16 F-302. Las bahías tienen puertas y escudos para prevenir la descompresión y la succión del vacío del espacio cuando salen las naves. En Stargate Atlantis, los cruceros de batalla Daedalus y apolo también llevan varios Puddle Jumper en sus bahías

## Diseño
Los BC-304 tienen diferencias físicas notables con respecto del Prometheus. Ya no está la gigantesca torre en la popa, tiene cuatro motores adicionales en cada lateral, haciendo la parte posterior de la nave más ancha que la del Prometheus. Hay una estructura cuadrada grande en el arco de la nave, que funciona de torre de control sobre los cazas. Las bahías de los F-302 están situadas en ambos lados de la nave, abajo y hacia fuera del casco principal a lo largo de la parte posterior. Los escudos de los BC-304 son también capaces de resistir impactos de las ha´tak Goa'uld, de las colmena Wraith e incluso de los cañones principales de una nave ori.

## Cruceros de Batalla BC-304 Existentes
Daedalus:
El Daedalus es la primera nave producida de la clase BC-304, y lleva al ingeniero de asgard Hermiod a bordo para supervisar las tecnologías asgard de la nave. Se cree que la construcción de cada nave lleva cerca de un año y por lo menos 6 cruceros de batalla BC-304 han sido construidos, 5 se encuentran en servicio actualmente (el Korelev fue destruido en el episodio "Camelot").
Odyssey:
La segunda nave espacial de la producción de la USAF de clase BC-304 se llamó Odyssey.
Después de la destrucción del Prometheus en “Ethon”, el Odyssey se convirtió en la principal nave en la flota defensiva de la Tierra.
De todos los BC-304 se puede decir que el Odyssey es el más poderoso dadas las tecnologías "extra" que posee.
Korolev:
El Korelev era un BC-304 dado a Rusia por los EE. UU. a cambio de continuar permitiendo el uso del Stargate y estaba bajo el mando del coronel Chekov. Esta nave apenas combatió en la batalla de P3Y-229, en donde el Korelev fue requerido para luchar en contra de la flota invasora de Cruceros de Batalla Ori y fue destruida. La nave estaba parcialmente acabada, con un año de construcción restante; sin embargo, sus sistemas principales estaban completos y era una nave de combate operacional.
Apolo:
El Apolo es la cuarta nave construida de clase BC-304 y está bajo el mando del Coronel Abraham Ellis. El Apolo lleva a bordo una nueva plataforma de armamento de nombre clave Horizon, esta se desplegó por primera vez sobre el planeta de los Asurans con el fin de eliminar una flota de naves que estaban creando para atacar la Tierra.
Sun Tzu
Es el quinto BC-304 construido por la Tierra, entrando en servicio en el 2009, bajo control del gobierno chino.Se encuentra en servicio activo.
George Hammond
El George Hammond, llamado en un primer momento Phoenix y después General Hammond, es el sexto BC-304 de la Tierra, completado en el año 2009. En una línea de tiempo alternativa, el Phoenix fue el quinto crucero clase Dedalo construido, pero en el año 2008.
- Datos: Q3553329